# Route Joffre

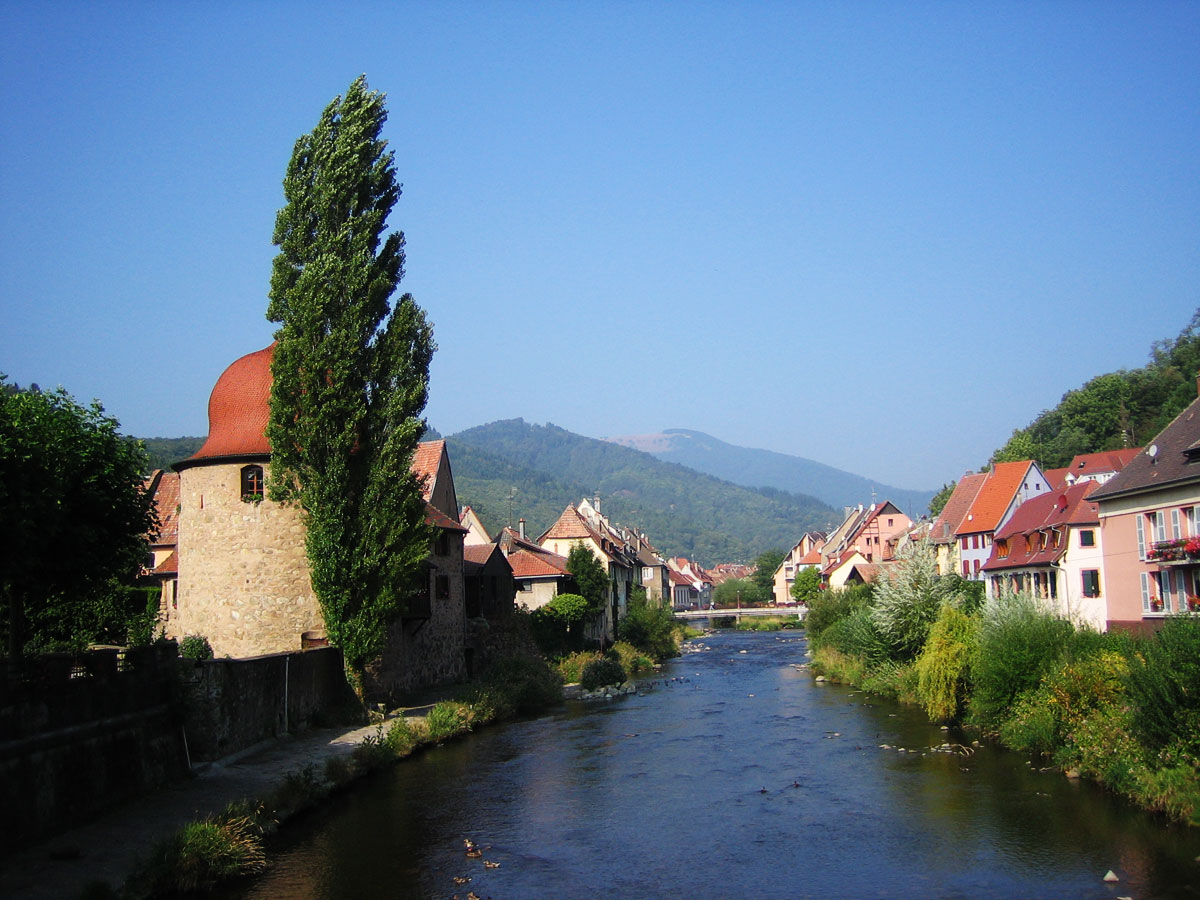
De Thur in Thann

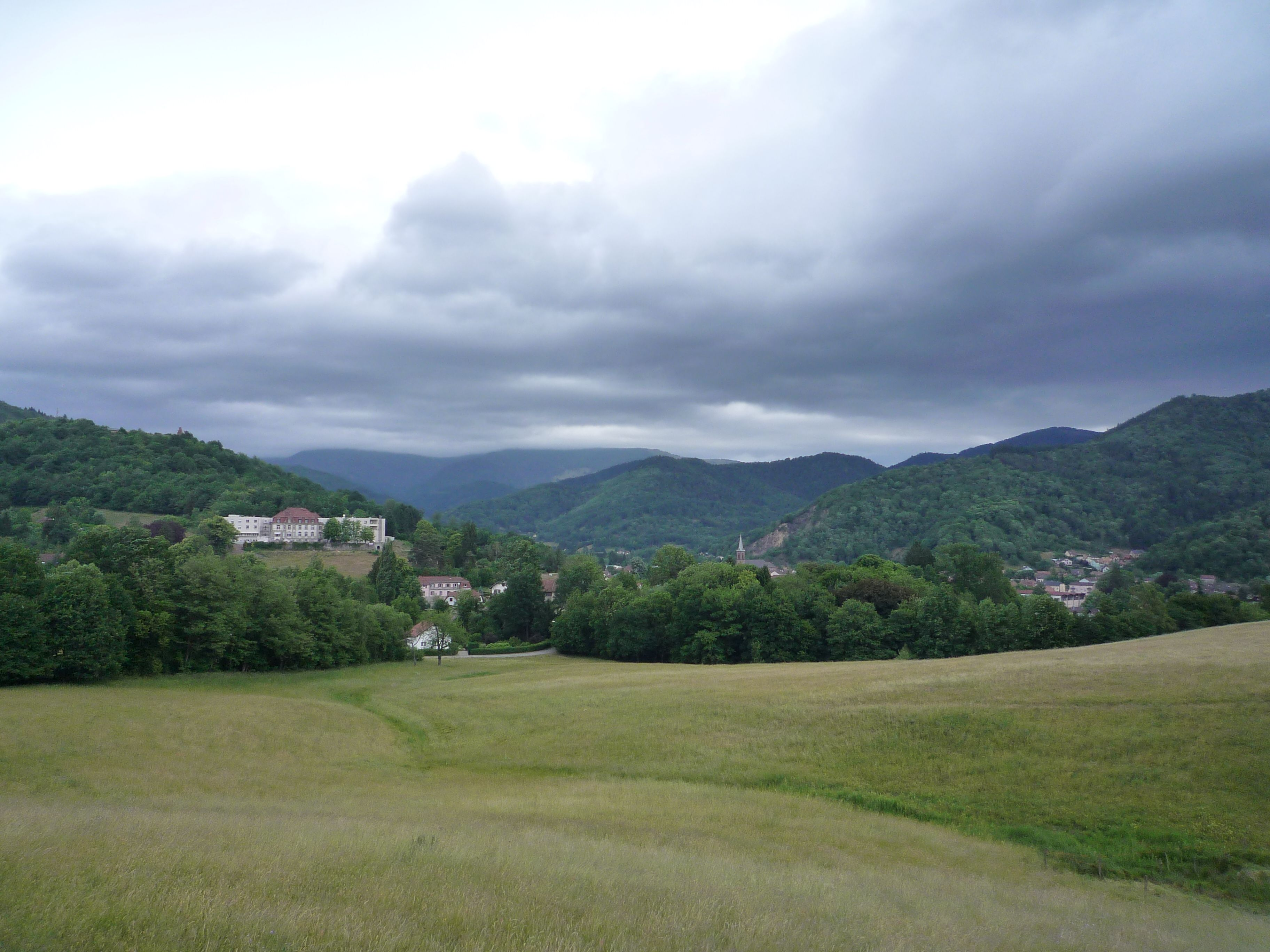
Col du Hundsruck (748 m)

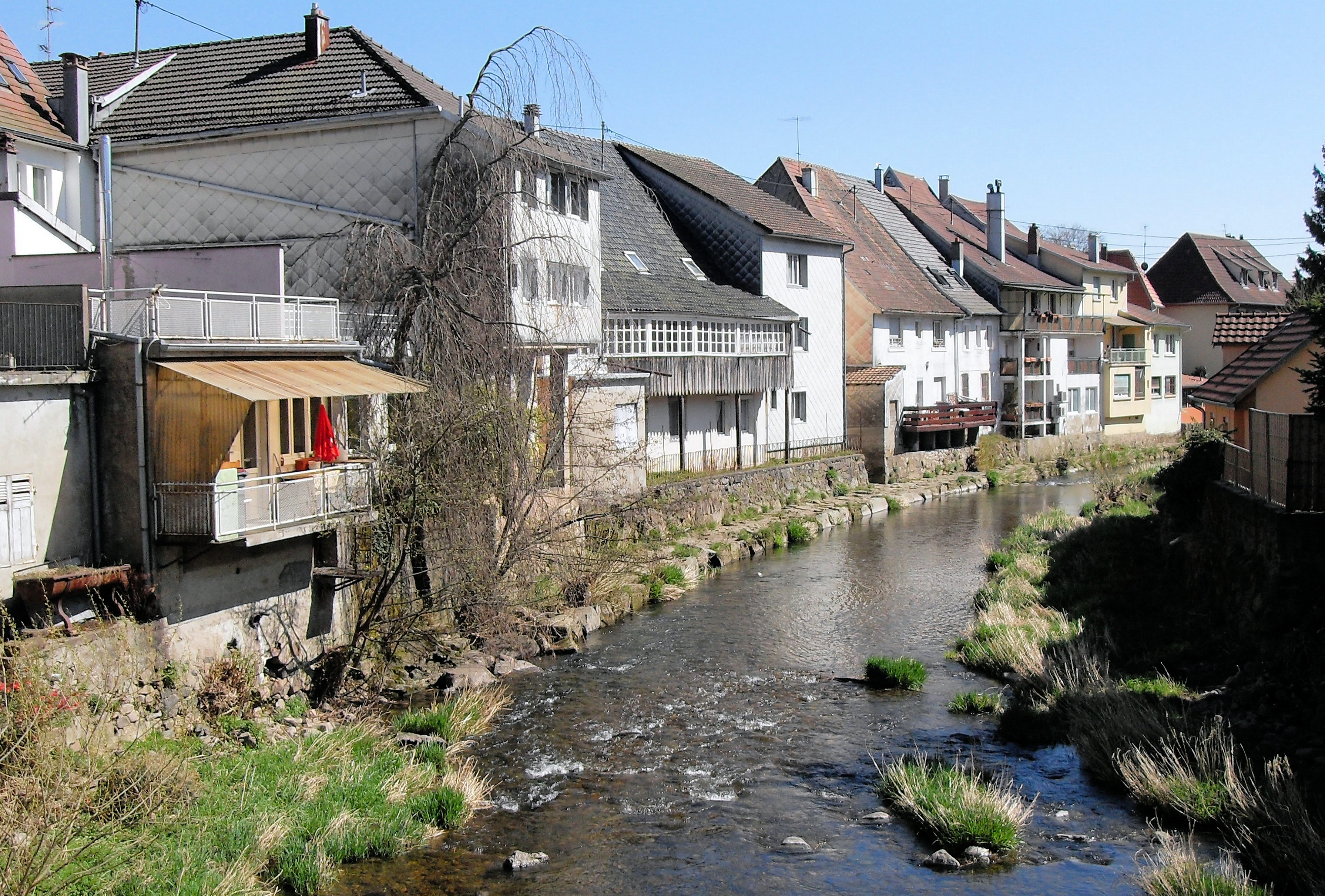
De Doller in Massevaux

De Route Joffre,  vernoemd naar de Franse generaal Joseph Joffre, is een weg van 15 km lang welke eind 1914 door het Franse leger werd aangelegd tussen Thann in de vallei van de Thur en Masevaux in de vallei van de Doller, via de Col du Hundsruck (748 m). Dit deel van de Elzas was zojuist op de Duitsers veroverd tijdens de Eerste Wereldoorlog. De weg ligt in het zuidoosten van de Vogezen, in het Franse departement Haut-Rhin.
Als verbinding tussen de valleien van de Thur en de Doller vormde de weg een aanvoersweg tijdens de Eerste Wereldoorlog voor de bevoorrading van het front bij de Hartmannswillerkopf (Frans: Vieil-Armand); bekend is de strijd om de Hartmannswillkerkopf in 1918.
Tijdens de Slag om de Ardennen (winter 1944-1945) heeft de weg een rol gespeeld bij het Duitse tegenoffensief in de Elzas. 
Ondanks de sneeuw was het Franse leger in staat om Thann vanuit het noorden aan te vallen; intussen hadden de Duitsers ernstige schade aan de weg toegebracht en mijnen gelegd. De Duitsers werden teruggedreven in de zak van Colmar.
De weg is een populaire toeristische route.